# Silverranka
Silverranka (Scindapsus pictus) är en kallaväxtart som beskrevs av Justus Carl Hasskarl. Scindapsus pictus ingår i släktet Scindapsus och familjen kallaväxter. Inga underarter finns listade.

## Bildgalleri

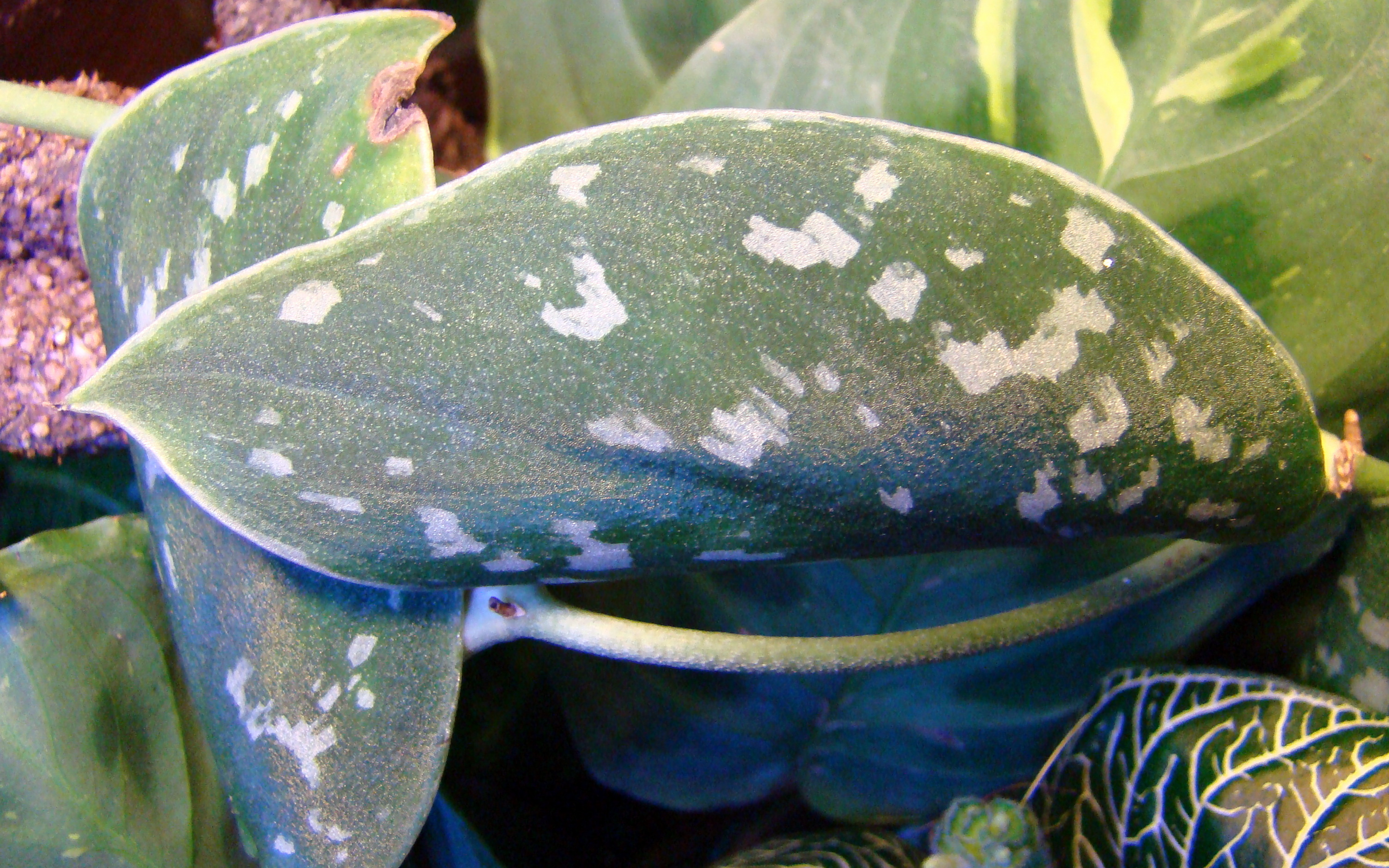
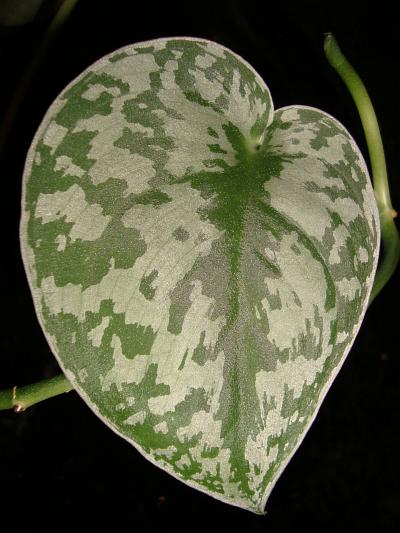
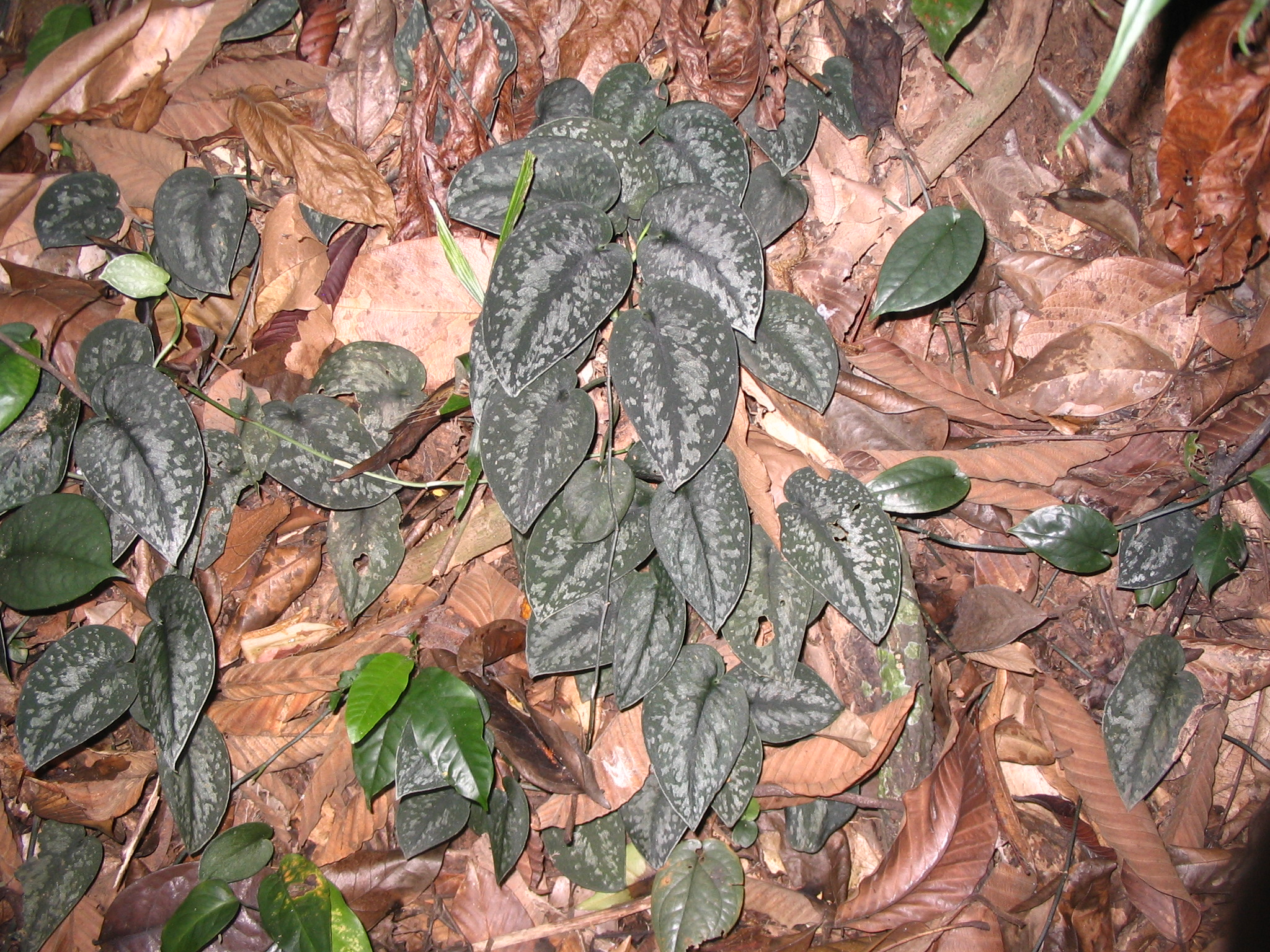